# アルベルト・ザッケローニ
アルベルト・ザッケローニ（伊: Alberto Zaccheroni [alˈbɛrto dzakkeˈroːni]、1953年4月1日 -　）は、イタリア出身の元アマチュアサッカー選手、元サッカー指導者。北イタリアのエミリア＝ロマーニャ州出身（メルドラ生まれ、チェゼナーティコ育ち）。地元や多くの国での愛称は Zac（日本語表記：ザック）。2010年から2014年までの4年間、サッカー日本代表の監督を務めた。選手時代のポジションはサイドバック。

## 経歴

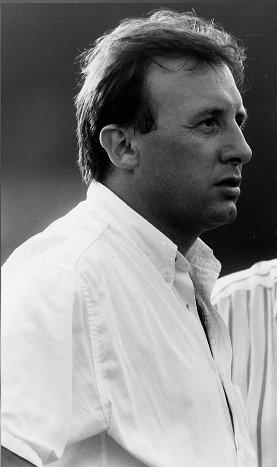
1990年頃

1953年4月1日、イタリア北部ロマーニャ地方に所在する町メルドラで生まれた。生後間もなく一家は近隣の町チェゼナーティコへ転居し、以来、ザッケローニはこの地で少年期を過ごすこととなった。両親は「ホテル・アンブロジアーナ」というペンションを経営していた。アンブロジアーナという名前は父がインテリスタだったためであり、ザッケローニも少年時代からインテルを応援していた。ザッケローニはボローニャとチェゼーナのユースチームの入団テストに両方合格し、ボローニャを選択する。しかしプレイスタイルがチームに合わず、地元に戻ってASレアル・チェゼナーティコに入団し直している。16歳の時に、肺の病気に罹り2ヶ月入院し、2年間の運動を禁止されたためプロサッカー選手になるという夢を諦めざるをえなかった。
地元メルドラでサッカー選手を続けるも、怪我や病気などの影響で長いブランクがあったために思うようなプレー勘が戻らず、20歳を前にして引退した。その後は、家業のペンションの従業員を務めたり、保険代理店を経営したりしながら、幼年チームの指揮を執ったりと、細々とではあるがサッカー指導者として監督業を継続した。
1983年、30歳で当時セリエC2のASレアル・チェゼナーティコの監督に就任。その後、指導者として経験を積み、ウディネーゼ、ACミラン、SSラツィオ、インテル、トリノFC、ユヴェントスFCとイタリアのクラブチームの監督を務める。「ビッグ4」と呼ばれるACミラン、インテル、ユヴェントス、ASローマの内3クラブを率いた経験を持つのは、ファビオ・カペッロ、ジョバンニ・トラパットーニとザッケローニの3人だけである。ACミラン監督時代には、就任初年度の1998-99シーズンにセリエAでリーグ優勝しスクデットを獲得。同年のイタリアサッカー選手協会年間最優秀監督賞を受賞した。
イタリアサッカー伝統の超守備陣形のカテナチオではなく、攻撃重視の3-4-3フォーメーションを好む監督として知られる。

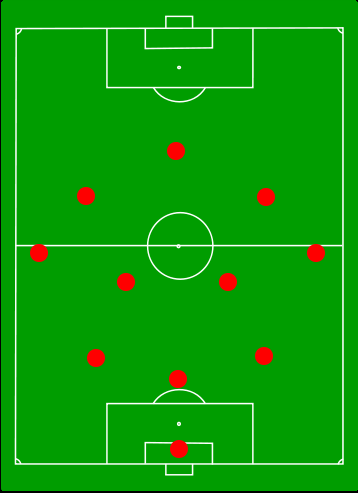
ザッケローニが好んで用いる3-4-3システム

### ウディネーゼ時代
1995年から1998年まで率いたウディネーゼでは、大胆な攻撃サッカーを展開。得点王となったビアホフやアモローゾ、パオロ・ポッジによる3トップで旋風を巻き起こし、1997-98シーズンを3位という好成績で終え、UEFAカップ出場権を獲得した。この実績が認められ、翌シーズンからACミランの監督に就任することになった。

### ACミラン時代
ミランの監督に就任するにあたり、ウディネーゼから教え子の、ビアホフやヘルヴェグを獲得した。優勝争いを展開。終盤に失速したSSラツィオに逆転で首位に立つと、最終節でペルージャを破って、スクデットを獲得した。しかし、翌1999-2000シーズンのCLでは最終節でガラタサライに逆転負けを喫し1次リーグで敗退。選手層の薄さもあってリーグ戦も3位に終わる。翌シーズンは自らのシステム3-4-3を貫こうとしたことで、4バックを標榜するベルルスコーニ会長と対立。チームも低迷(CL2次リーグ敗退)したことにより、シーズン途中で更迭され、後任にチェーザレ・マルディーニが就任した。

### SSラツィオ時代
2001-02シーズン序盤にCLでの敗戦により解任されたディノ・ゾフの後任としてSSラツィオの監督に就任。ミラン時代とは異なり4バックも用いる柔軟な采配を見せたものの、CLではグループリーグの突破に失敗。ローマダービーで1-5の惨敗を喫するなどリーグ戦も6位と低迷。最終節にインテルの優勝を阻止する勝利（4-2）を挙げ意地を見せたが、シーズン終了後に解任された。

### インテル時代
2003-2004シーズンの途中、エクトル・クーペルの解任を受けてインテルの監督に就任。当初は無敗で快進撃を続けたが、CLはグループステージで早々に敗退。ホームのアーセナル戦では1-5の大敗を喫した。リーグ戦も4位に終わり、翌シーズンのCL出場権は確保したものの、モラッティ会長の信頼を得られずシーズン終了後に辞任。後任候補にロベルト・マンチーニが浮上していた中での実質的な解任であった。

### トリノFC時代
2年のブランクの後、2006年9月、セリエAに昇格したシーズン開幕3日前にカイロ会長と対立したジャンニ・デ・ビアージが退任したトリノFCの監督に急遽就任する。
チームは下位に低迷、2007年2月のACキエーヴォ・ヴェローナ戦では、エースのアレッサンドロ・ロジーナを外して惨敗するなどリーグ6連敗し、途中解任された。ちなみに開幕直前にグルノーブルから移籍した大黒将志（当時日本代表）をパルマとの開幕戦で81分から起用しており、これは大黒にとってセリエAデビュー戦となった。

### ユヴェントス時代
3年のブランクの後、2009-10シーズン途中より、成績不振で解任されたチーロ・フェラーラの後任としてユヴェントスの監督に就任した。契約期間はシーズン終了までの4ヶ月。しかし、チーム状態の改善に失敗し、ELでは、決勝トーナメント2回戦の第2戦でフラムFCに1-4と大敗を喫して敗退。また、リーグ戦は7位に終り、CL出場権も逃した。率いたリーグ戦17試合の成績は6勝4分7敗と負け越しであった。就任直後は3-4-1-2を、後に中盤菱型の4-4-2を使用した。
シーズン終了後、契約更新されなかったにもかかわらず、2010年5月に行われたユヴェントスの北米ツアーに監督として同行。指揮をとったニューヨーク・レッドブルズとの試合には1-3で敗れた。

### 日本代表時代
2010年8月30日、サッカー日本代表監督に就任した。推定2億円2年契約で2年間の延長オプション付き。緊張感を保つため本人は単年契約を希望していた。これが母国イタリア以外の国での初めての監督就任であり、ナショナルチームを率いるのも初となる。8月30日に契約合意し、9月4日のパラグアイ戦、9月7日のグアテマラ戦はビザの関係で指揮を取れないためスタンド観戦、監督不在の代行として原博実が2試合の指揮を執った。代表監督初采配は10月8日、埼玉スタジアム2002で行われたキリンチャレンジカップ2010の対アルゼンチン戦で、前半に挙げた岡崎慎司のゴールの得点を守り切り、日本代表史上初めて同代表に勝利（1-0）した。
2011年に行われた就任後初の公式大会であるAFCアジアカップで優勝へ導いた。国内リーグでの優勝経験はあるものの、国際大会では自身初のタイトルとなった。監督に就任してから1年間無敗が続いていたが、同年11月15日の2014年ブラジルW杯アジア3次予選対北朝鮮戦にて、すでに日本は予選通過を決めていたものの0-1で敗れ、無敗記録は16試合で途絶えた。
アメリカのスポーツサイト・FOXスポーツが発表した「2011 In Review: Best Masterminds（2011年サッカーベスト指導者TOP10）」において第10位に選ばれた。
2014年ブラジルW杯アジア最終予選開始前に、日本サッカー協会と1年契約（実質契約11か月）で契約延長を行った。給料は2億円（推定）より多少アップした。税法上の理由で2年契約ではなく1年契約。日本サッカー協会からは徹底した情報管理の一方で選手を信頼し、持てる力を引き出した同監督の采配を高く評価された。2013年6月4日、ホームでオーストラリアと引き分け、5大会連続となるワールドカップ出場を決めた。アジア最終予選は最終的にグループBを5勝2分1敗・グループ首位で終えた。
2014年6月、ブラジルW杯本大会GL第1戦コートジボワール戦は前半を1点をリードして折り返すも、後半になると一方的に攻め込まれ逆転を許し、1-2で敗戦。第2戦ギリシャ戦は前半に相手が一人退場し、数的優位を得たが、堅守のギリシャ守備陣を崩せず、3枚目の交代枠を使うことなくスコアレス・ドローに終わった。GL突破にわずかながら可能性を残して迎えた第3戦コロンビア戦は、すでにGL突破を決めて主力を大幅に温存したコロンビアに対し、ボール支配率やシュート数は上回ったものの、決定力に欠き、1-4で大敗し、グループリーグ敗退となった。
日本代表監督就任後、素早いパスワークとサイドを起点にした攻撃的サッカーを掲げて強化に努めてきたが、集大成であるW杯で結果を残せず、6月26日、日本代表監督の退任を表明した。

### 北京国安時代
2016年1月19日、中国サッカー・スーパーリーグの北京国安の監督に就任することが発表された。しかし、開幕から9試合で勝点を9しか獲得できずに低迷し、同年5月19日に成績不振で解任された。

### UAE代表時代
北京国安退団後は故郷・チェゼナーティコに戻ってレストランなどを経営していた。この頃には年金生活者といわれる歳になったが、サッカーへの情熱とアイディアは健在であり、魅力的なオファーさえあれば再び現場に戻ると監督業復帰に向けた意欲を見せていた。そのような時を過ごしたのち、UAE代表監督のオファーを受け、2017年10月付で就任した。

### 解説業へ
2020年7月19日、監督業を勇退した。後にカタールで開催される2022 FIFAワールドカップ出場国から代表監督のオファーがもたらされたが断った。2022年現在、解説業をこなしている。
2024年7月、日本サッカー協会（JFA）理事会において、日本サッカー殿堂入りすることが決定した。

## 人物
父アダモが語るには、幼少の頃のアルベルトは、ジュースの蓋を選手に見立てて、よくフォーメーションを考えていた。母国における新年の慣例行事で豚一頭を父アダモが丸々捌いて腕を奮うが、息子のアルベルトは豚の解体を見るのも苦手で父親任せにしている。
監督としてイタリアの名門クラブを渡り歩いたが、一個人としては大のインテリスタ（インテルのファン）であるとの報道もあったが、それは少年期の話で、長じてのちの彼にひいきとするクラブは無く、好いサッカーをするチームを好むという。少し前には、スペインの名門レアル・マドリードの監督候補に名前が挙げられた。
日本については、サッカー日本代表監督のオファーを受ける以前から、好ましく思っていたという（あるいは、親日家であった）。そのこともあって、係る監督就任に向けての話を受けた際はとても喜んでいて、自分からお金を払ってでも日本に行きたいとしており、また、一流の指揮官を目指すために代表監督のキャリアを積みたかったとしているともしている。2010年10月8日に中田英寿との対談が行われた際には、「日本にいいイメージを持っていたからね。だから国によっては（代表監督のオファーを）断った。過去に外国の強豪クラブや代表チームからオファーをもらったこともあるが、行く気にはなれなかった」と語り、「日本は自分たちの特徴に合わせたサッカーをすべきだと思う。つまり今のテクニカルなサッカーをスピードに乗せてやることだ。確実に言えることは、私は日本の伝統を変えていくつもりはない。その伝統の中に入っていくのはこの私であって、日本人が私に合わせるのではない」とも語った。2011年2月5日、故郷・チェゼナーティコで市民表彰を受けた際の記者会見では、日本について、「教育、しつけ、清潔さ。すべてが素晴らしい。物価は2倍だが、お金を払うのも気持ちいいぐらい」「私は半分日本人だと思っている。日本に恋している」「大変感謝している。君が代を歌えるように努力したい」と語った。
2002年から日本代表に選出されている遠藤保仁によれば、初戦をドローに終わったAFCアジアカップ2011ヨルダン戦後、ザッケローニ監督は「戦う気持ちになっていない」と怒りを爆発させ、その様子は歴代の代表監督で見たことも無いほどであったという。また、遠藤が言うには、選手間の人間関係や食事の様子などの仔細を把握しているという。
チューブ入りの山葵（わさび）が大好物で、トンカツにもかけ、白米にも山葵を混ぜ込んで食べるほどである。
愛される人柄で辞任会見の時には選手もスタッフも涙した。

## 監督成績
2019年1月29日現在
| クラブ       | 就任           | 退任          | 記録 | 記録 | 記録 | 記録 | 記録   |
| クラブ       | 就任           | 退任          | 試合 | 勝   | 分   | 敗   | 勝率 % |
| ------------ | -------------- | ------------- | ---- | ---- | ---- | ---- | ------ |
| ウディネーゼ | 1995年         | 1998年        | 112  | 49   | 25   | 38   | 043.75 |
| ミラン       | 1998年         | 2001年5月14日 | 125  | 54   | 44   | 27   | 043.20 |
| ラツィオ     | 2001年9月      | 2002年7月1    | 46   | 19   | 11   | 16   | 041.30 |
| インテル     | 2003年10月19日 | 2004年6月14日 | 44   | 18   | 14   | 12   | 040.91 |
| トリノ       | 2006年9月7日   | 2007年2月26日 | 24   | 5    | 7    | 12   | 020.83 |
| ユヴェントス | 2010年1月29日  | 2010年5月16日 | 21   | 8    | 5    | 8    | 038.10 |
| 日本代表     | 2010年8月30日  | 2014年6月26日 | 55   | 30   | 12   | 13   | 054.55 |
| 北京国安     | 2016年1月      | 2016年5月     | 10   | 3    | 3    | 4    | 030.00 |
| UAE          | 2017年10月16日 | 2019年1月30日 | 23   | 7    | 8    | 8    | 030.43 |
| 合計         | 合計           | 合計          | 461  | 195  | 128  | 138  | 042.30 |

## タイトル

### 指導者
ACミラン
- セリエA：1回 (1998-99)

日本代表
- AFCアジアカップ：2011年
- 東アジアカップ：2013年

### 個人
- オスカル・デル・カルチョ
  - 監督賞：1回 (1999年)
- パンキーナ・ドーロ（イタリア語版）
  - 金のベンチ賞：2回 (1996-97, 1998-99)

### その他
- イタリアサッカー連盟 特別賞 - アジアカップ優勝の功績が評価された[45]。
- イタリア チェゼナーティコ市民 表彰 - アジアカップ優勝の功績を記念した。
- イタリアの星勲章・コンメンダトーレ章[46] - 日伊関係の向上に貢献したことを受けて。

## コーチ陣
- ステファノ・アグレスティ (Stefano Agresti) - コーチ。
- 関塚隆 - コーチ。日本代表監督時代。
- マウリツィオ・グイード (Maurizio Guido) - GKコーチ。
- エウジェニオ・アルバレッラ (Eugenio Albarella) - フィジカルコーチ。
- 和田一郎 - アシスタントコーチ。日本代表監督時代。
- ジャンパオロ・コラウッティ (Giampaolo Colautti) - テクニカルアシスタント。